# Països Baixos Borgonyons

Països Baixos Borgonyons el 1477

Els Països Baixos Borgonyons (francès: Pays-Bas Bourguignons; luxemburguès: Burgundeschen Nidderlanden; neerlandès: Bourgondische Nederlanden), és un terme que descriu l'entitat geopolítica que abastava els territoris de la regió dels Països Baixos -Bèlgica, Països Baixos, Luxemburg i parts del nord de França- que van anar incorporant-se al domini dels ducs de Borgonya i que abasta un període comprès entre 1384 i 1482.

## Dinastia
Part d'aquests territoris van ser heretats pels ducs de Borgonya, una branca de la Dinastia Valois, el 1384, després de la mort de Lluís de Male, comte de Flandes. La seva hereva, Margarida III de Flandes, s'havia casat amb Felip l'Atrevit (1342-1404), fill menor de Joan II de França i el primer Valois duc de Borgonya, que va heretar així els comtats de Flandes, d'Artois, Rethel i Nevers. Junts van fer pas a l'era de govern borgonyó dels Països Baixos.
Els territoris borgonyons es van veure expandits amb el Comtat de Namur el 1421, els ducats de Brabant i Limburg el 1439, els comtats d'Hainaut, Holanda i Zelanda el 1432, el Ducat de Luxemburg el 1441 i el ducat de Gueldre el 1437.
El període borgonyó va acabar el 1477, quan Carles el Temerari va morir al camp de batalla sense deixar hereu baró. El rei Lluís XI de França, aprofitant la conjuntura d'aquesta mort inesperada, es va apoderar del ducat de Borgonya i ho va annexionar al domini reial, sobre la base que les apanages s'havien reglamentat de manera que en exhaurir-se la descendència masculina havien d'incorporar-se a la Corona, a més a més del Comtat de Borgonya, Artois i Picardia, a la seva fillola i hereva de Carles, la duquessa Maria. Així, la duquessa va haver d'acceptar la restitució dels privilegis suprimits als Països Baixos pel «Gran Privilegi» al febrer de 1477, el que destruïa la feina centralitzadora dels dos ducs anteriors, Felip el Bo i Carles el Temerari. Per contrarestar l'ofensiva francesa, es va casar a l'agost de 1477 amb l'arxiduc d'Àustria i futur emperador Maximilià I, de la Dinastia dels Habsburg, vinculació que duraria tres segles. El 1482, va morir la duquessa Maria, extingint-se així la branca Valois-borgonyona.
Els ducs borgonyons de la dinastia Valois, que van governar diversos territoris als Països Baixos, van ser: 
- Felip II de Borgonya i la seva dona Margarida III de Flandes (1384 - 1405)
- Joan Sense Por  (1405 - 1419)
- Felip el Bo (1419 - 1467)
- Carles el Temerari (1467 - 1477)
- Maria de Borgonya (1477 - 1482). Duquessa titular de Borgonya.

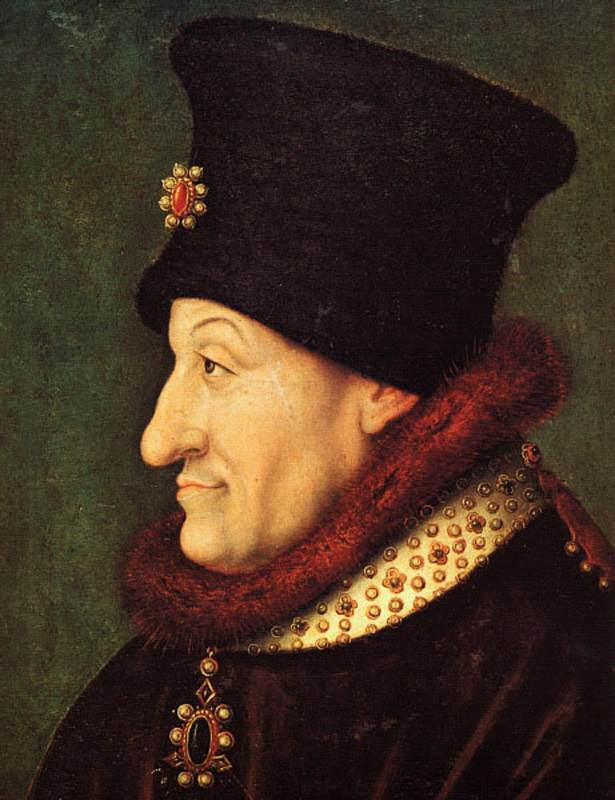
Felip II de Borgonya (1342-1404)
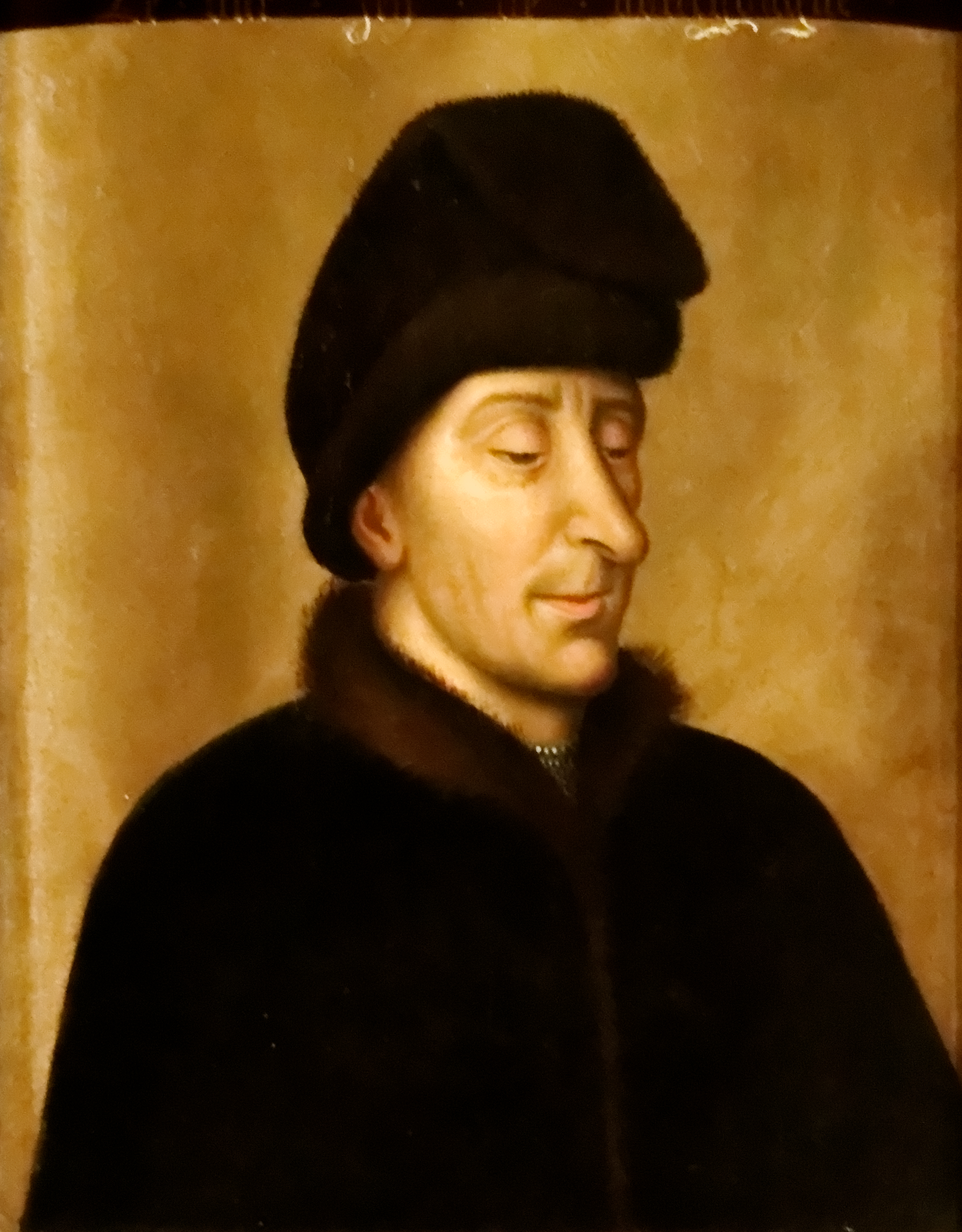
Joan Sense Por  (1371-1419)
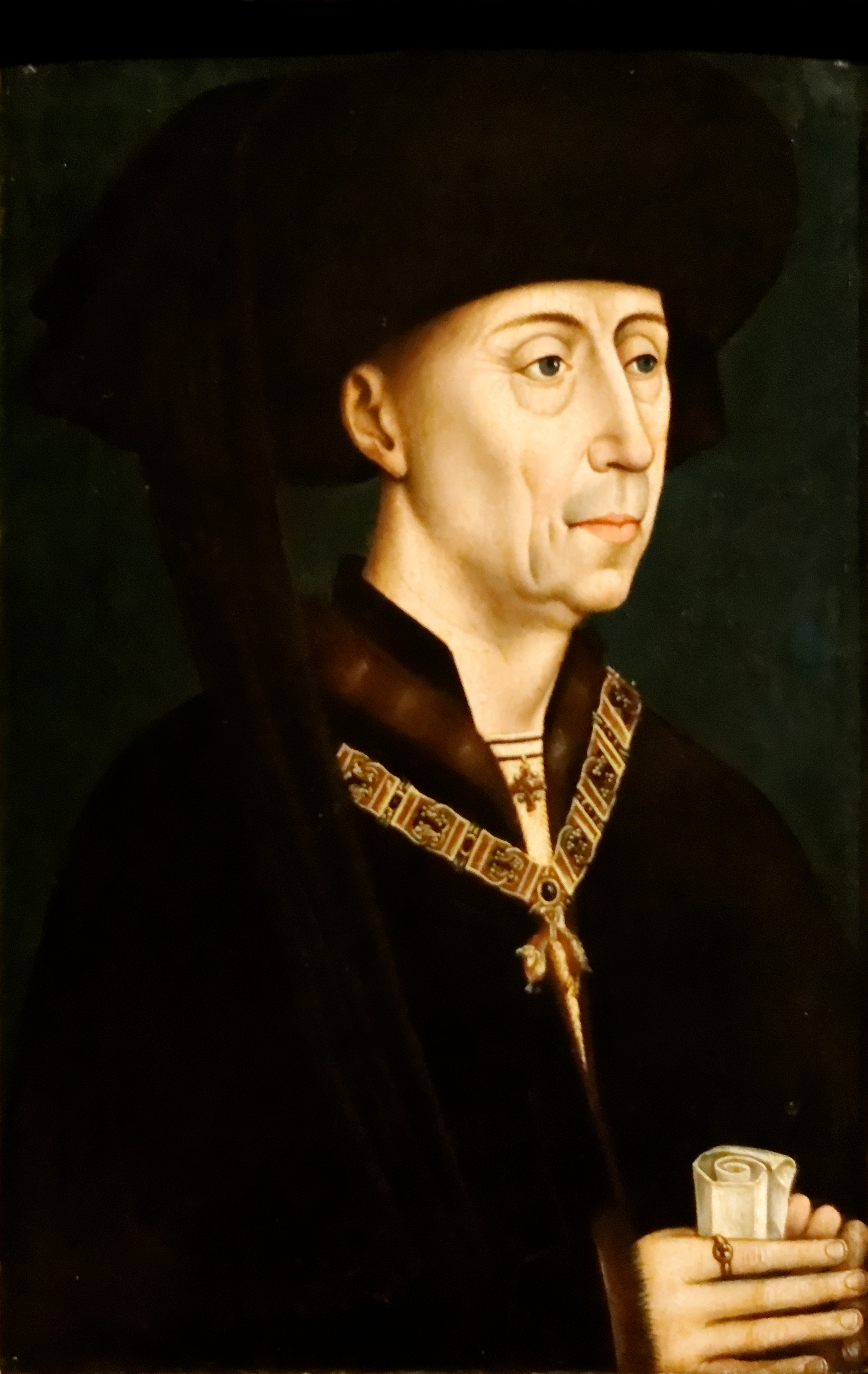
Felip el Bo (1396-1467)
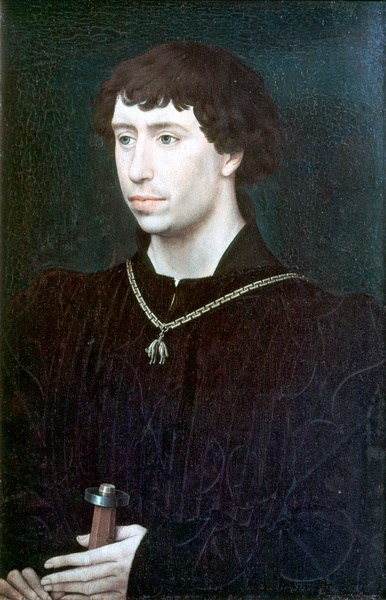
Carles el Temerari (1433–1477)
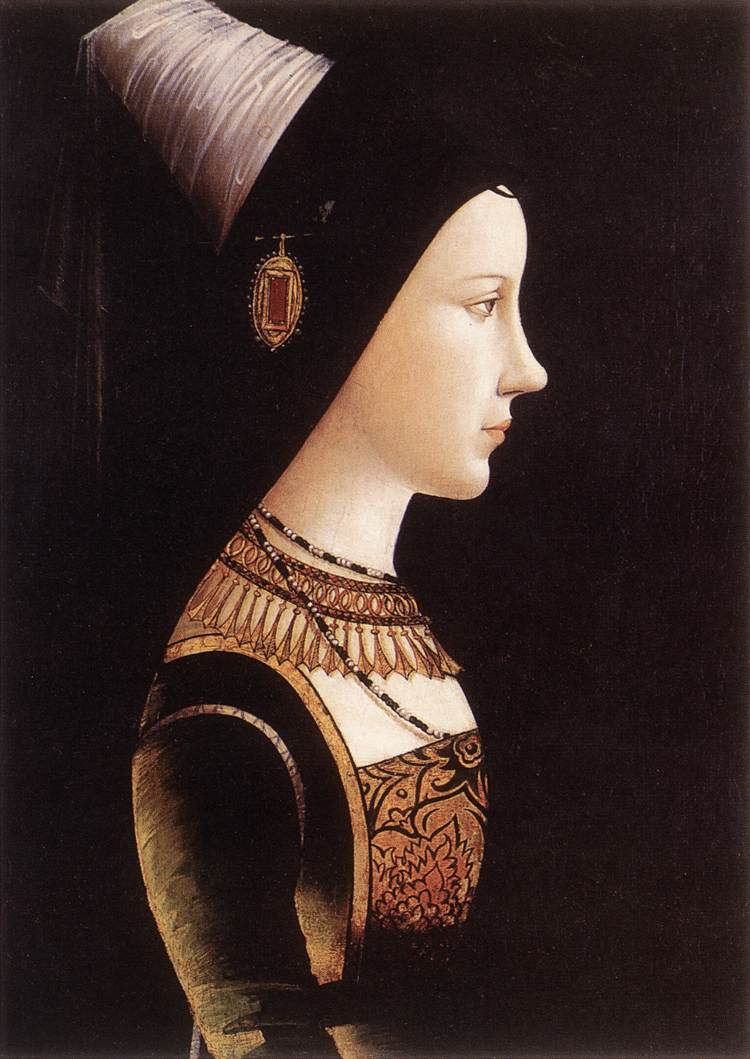
Maria de Borgonya (1457-1482)

No va ser fins al 1549, quan l'emperador Carles V va establir en la Pragmàtica Sanció que els territoris dels Països Baixos formarien una entitat territorial indivisible.

## Política
L'àmplia varietat de bisbats i ciutats independents, de sistemes d'impostos, pesos i mesures, els diferents costums interns i els drets locals, ferament defensats, van ser un destorb al govern dels Valois, però els intents d'enfortir el control ducal es van trobar amb revoltes, recolzades a vegades pels nobles locals, que desembocaven en repressions violentes, el que va portar a un govern central cada vegada més modern i centralitzat que va permetre als ducs passar a ser mecenes reconeguts i establir una luxosa vida cortesana que va establir les normes de conducta en les corts dels segles següents. Felip el Bo va ampliar el territori sota el seu control pel sud-est en aconseguir el govern de Brussel·les, Namor i Lieja. Va canalitzar la independència natural de les ciutats mitjançant mecanismes com els Estats Generals dels Països Baixos, i va consolidar l'economia de la regió.
Els Estats Generals es van reunir per primera vegada a Bruges el 9 de gener de 1464. Consistia en delegats dels estats de Brabant, Flandes, Lille, Douai, Orchies, Artois, Hainaut, Holanda, Zelanda, Namur, Malinas i Boulonnais. Fins al 1464 el Duc només mantenia llaços amb cada Estat provincial separadament. En principi els Estats estaven composts per representants dels tres estaments tradicionals: el clergat, la noblesa i el tercer estat, però la composició exacta i la influència de cada estat als Estats provincials podia diferir. La convocatòria dels Estats Generals en els que tots els estats provincials estarien representats va ser part de la política de centralització de Felip el Bo.

## Patrocini ducal
Des de 1441 Felip el Bo va establir la seva cort a Brussel·les, però Bruges era el centre comercial, encara que a la dècada de 1480 la inevitable obstrucció del seu port va donar fi a la seva hegemonia comercial. Felip va patrocinar la creació de manuscrits il·lustrats i la pintura de la cort va assolir alta calitat amb: Robert Campin, els germans van Eyck Petrus Christus i Rogier van der Weyden.